# Рікі Пірс
Рікі Чарльз Пірс (англ. Ricky Charles Pierce, нар. 19 серпня 1959, Даллас, Техас, США) — американський професіональний баскетболіст, що грав на позиціях легкого форварда і атакувального захисника за низку команд НБА.

## Ігрова кар'єра
На університетському рівні грав за команду Райс (1979–1982), де потрапив до другої символічної збірної NCAA.
1982 року був обраний у першому раунді драфту НБА під загальним 18-м номером командою «Детройт Пістонс». Професійну кар'єру розпочав 1982 року виступами за тих же «Детройт Пістонс», захищав кольори команди з Детройта протягом одного сезону.
З 1983 по 1984 рік грав у складі «Сан-Дієго Кліпперс».
1984 року разом з Террі Каммінгсом перейшов до «Мілвокі Бакс», у складі якої провів наступні 7 сезонів своєї кар'єри. У сезоні 1986—1987 набирав в середньому 19,5 очок за гру та отримав нагороду найкращого шостого гравця НБА.
Наступною командою в кар'єрі гравця була «Сіетл Суперсонікс», куди він був обміняний на Дейла Елліса та за яку він відіграв 3 сезони. У сезоні 1991—1992 та 1992—1993 був основним гравцем команди та разом з Гарі Пейтоном і Шоном Кемпом вивів команду до фіналу Західної конференції. Там, щоправда, перемогу святкував «Фінікс».
З 1994 по 1995 рік грав у складі «Голден-Стейт Ворріорс», куди разом з Карлосом Роджерсом був обміняний на Байрона Г'юстона та Шарунаса Марчюльоніса.
1995 року перейшов до «Індіана Пейсерз», у складі якої провів наступний сезон своєї кар'єри.
Наступною командою в кар'єрі гравця була «Денвер Наггетс», за яку він відіграв один сезон.
Частину 1997 року виступав у складі «Шарлотт Горнетс».
Того ж 1997 року перейшов до складу грецької команди АЕК.
Останньою ж командою в кар'єрі гравця стала «Мілвокі Бакс», до складу якої він повернувся 1997 року і за яку відіграв один сезон.

## Статистика виступів в НБА

### Регулярний сезон
| Сезон              | Команда                 | GP  | GS  | MPG  | FG%  | 3P%  | FT%   | RPG | APG | SPG | BPG | PPG  |
| ------------------ | ----------------------- | --- | --- | ---- | ---- | ---- | ----- | --- | --- | --- | --- | ---- |
| 1982–83            | «Детройт Пістонс»       | 39  | 1   | 6.8  | .375 | .143 | .563  | .9  | .4  | .2  | .1  | 2.2  |
| 1983–84            | «Сан-Дієго Кліпперс»    | 69  | 35  | 18.6 | .470 | .000 | .861  | 2.0 | .9  | .4  | .2  | 9.9  |
| 1984–85            | «Мілвокі Бакс»          | 44  | 3   | 20.0 | .537 | .250 | .823  | 2.7 | 2.1 | .8  | .1  | 9.8  |
| 1985–86            | «Мілвокі Бакс»          | 81  | 8   | 26.5 | .538 | .130 | .858  | 2.9 | 2.2 | 1.0 | .1  | 13.9 |
| 1986–87            | «Мілвокі Бакс»          | 79  | 31  | 31.7 | .534 | .107 | .880  | 3.4 | 1.8 | .8  | .3  | 19.5 |
| 1987–88            | «Мілвокі Бакс»          | 37  | 0   | 26.1 | .510 | .214 | .877  | 2.2 | 2.0 | .6  | .2  | 16.4 |
| 1988–89            | «Мілвокі Бакс»          | 75  | 4   | 27.7 | .518 | .222 | .859  | 2.6 | 2.1 | 1.0 | .3  | 17.6 |
| 1989–90            | «Мілвокі Бакс»          | 59  | 0   | 29.0 | .510 | .346 | .839  | 2.8 | 2.3 | .8  | .1  | 23.0 |
| 1990–91            | «Мілвокі Бакс»          | 46  | 0   | 28.8 | .499 | .398 | .907  | 2.5 | 2.1 | .8  | .2  | 22.5 |
| 1990–91            | «Сіетл Суперсонікс»     | 32  | 0   | 26.3 | .463 | .391 | .925  | 2.3 | 2.3 | .7  | .1  | 17.5 |
| 1991–92            | «Сіетл Суперсонікс»     | 78  | 78  | 34.1 | .475 | .268 | .916  | 3.0 | 3.1 | 1.1 | .3  | 21.7 |
| 1992–93            | «Сіетл Суперсонікс»     | 77  | 72  | 28.8 | .489 | .372 | .889  | 2.5 | 2.9 | 1.3 | .1  | 18.2 |
| 1993–94            | «Сіетл Суперсонікс»     | 51  | 0   | 20.0 | .471 | .188 | .896  | 1.6 | 1.8 | .8  | .1  | 14.5 |
| 1994–95            | «Голден-Стейт Ворріорс» | 27  | 6   | 24.9 | .437 | .329 | .877  | 2.4 | 1.5 | .8  | .1  | 12.5 |
| 1995–96            | «Індіана Пейсерз»       | 76  | 2   | 18.5 | .447 | .337 | .849  | 1.8 | 1.3 | .8  | .1  | 9.7  |
| 1996–97            | «Денвер Наггетс»        | 33  | 10  | 18.2 | .462 | .308 | .902  | 1.6 | .9  | .4  | .2  | 10.2 |
| 1996–97            | «Шарлотт Горнетс»       | 27  | 17  | 24.1 | .502 | .536 | .889  | 2.5 | 1.8 | .5  | .1  | 12.0 |
| 1997–98            | «Мілвокі Бакс»          | 39  | 0   | 11.3 | .364 | .308 | .827  | 1.2 | .9  | .2  | .0  | 3.9  |
| Усього за кар'єру  | Усього за кар'єру       | 969 | 269 | 24.4 | .493 | .322 | .875  | 2.4 | 1.9 | .8  | .2  | 14.9 |
| В іграх усіх зірок | В іграх усіх зірок      | 1   | 0   | 19.0 | .500 | –    | 1.000 | 2.0 | 2.0 | .0  | .0  | 9.0  |

### Плей-оф
| Сезон             | Команда             | GP | GS | MPG  | FG%  | 3P%  | FT%  | RPG | APG | SPG | BPG | PPG  |
| ----------------- | ------------------- | -- | -- | ---- | ---- | ---- | ---- | --- | --- | --- | --- | ---- |
| 1985              | «Мілвокі Бакс»      | 8  | 1  | 24.8 | .493 | .000 | .778 | 2.3 | 1.9 | .4  | .1  | 9.9  |
| 1986              | «Мілвокі Бакс»      | 13 | 0  | 24.8 | .460 | .000 | .889 | 2.8 | 1.5 | .6  | .2  | 11.1 |
| 1987              | «Мілвокі Бакс»      | 12 | 2  | 26.4 | .479 | –    | .821 | 2.3 | 1.3 | .8  | .4  | 15.9 |
| 1988              | «Мілвокі Бакс»      | 5  | 0  | 21.0 | .472 | .200 | .889 | 2.8 | 1.8 | .2  | .4  | 11.8 |
| 1989              | «Мілвокі Бакс»      | 9  | 0  | 32.4 | .546 | .750 | .872 | 2.8 | 2.8 | 1.2 | .2  | 22.3 |
| 1990              | «Мілвокі Бакс»      | 4  | 0  | 30.5 | .467 | .500 | .903 | 2.3 | 1.5 | 1.3 | .0  | 22.3 |
| 1991              | «Сіетл Суперсонікс» | 5  | 0  | 22.4 | .333 | .300 | .941 | 2.8 | .8  | .8  | .2  | 11.4 |
| 1992              | «Сіетл Суперсонікс» | 9  | 9  | 35.1 | .481 | .273 | .870 | 2.4 | 3.1 | .6  | .1  | 19.6 |
| 1993              | «Сіетл Суперсонікс» | 19 | 19 | 30.4 | .456 | .400 | .898 | 2.4 | 2.2 | .6  | .2  | 17.7 |
| 1994              | «Сіетл Суперсонікс» | 5  | 0  | 14.8 | .452 | –    | .706 | 1.0 | .6  | .2  | .0  | 8.0  |
| 1996              | «Індіана Пейсерз»   | 5  | 4  | 26.6 | .340 | .250 | .850 | .8  | 3.0 | 1.6 | .2  | 10.2 |
| 1997              | «Шарлотт Горнетс»   | 3  | 2  | 29.0 | .458 | .143 | –    | 2.7 | 1.3 | .7  | .0  | 7.7  |
| Усього за кар'єру | Усього за кар'єру   | 97 | 37 | 27.4 | .466 | .355 | .866 | 2.4 | 1.9 | .7  | .2  | 14.9 |